# San Juan de la Rambla
San Juan de la Rambla ist eine Stadt im Nordwesten der Kanareninsel Teneriffa mit 4.904 Einwohnern (Stand: 2024).
San Juan de la Rambla ist mit Santa Cruz de Tenerife über die ab Los Realejos zur Nordautobahn ausgebaute Straße TF-5 verbunden. San Juan de la Rambla liegt westsüdwestlich von Santa Cruz de Tenerife und nördlich von Arona und dem Flughafen Reina Sofia. Nachbargemeinden sind Los Realejos im Osten, La Orotava im Süden und La Guancha im Westen.
Die Gemeinde San Juan de la Rambla hat eine Ausdehnung von 20,58 km² auf einer durchschnittlichen Höhe von 100 m über dem Meeresspiegel.

## Einwohner
| Jahr | Einwohner | Bevölkerungsdichte |
| ---- | --------- | ------------------ |
| 1991 | 5.205     | -                  |
| 1996 | 5.232     | -                  |
| 2001 | 4.682     | 227,2 Ew./km²      |
| 2002 | 5.294     | -                  |
| 2003 | 5.318     | 233,7 Ew./km²      |
| 2004 | 5.372     | 228,9 Ew./km²      |
| 2005 | 5.081     |                    |
| 2014 | 5.053     | 245,5 Ew./km²      |